# 立部
立部（）は、漢字を部首により分類したグループの一つ。
康熙字典214部首では117番目に置かれる（5画の最後23番目、午集の最後23番目）。

## 概要
立部には「立」を筆画の一部として持つ漢字を分類している。
単独の「立」字は立つこと、すなわち両足で体を支え、まっすぐ身体を起こすことを意味する。また「立てる」、すなわち、ものを地面に対してまっすぐに置くことを意味する。また抽象的な意味へと引伸して、ある段階を終えて新しい領域に入ること（成立・自立・立春…）、併存すること（存立・両立・乱立…）、設けること（建立・設立・創立…）、定めること（立案・立志・立法…）、人を重要な地位につけること（立坊・擁立…）などを意味する。
字源としては、「立」字は人が地面に立っている様を象る。
「立」は意符としては立つことに関する文字に含まれることがある。これらは楷書では主に左の偏の位置に置かれる。また「辛」や「䇂」が楷書において省略されて「立」となった文字もある。なお近代になり西洋の自然科学用語が流入した際、日本では容量の単位であるリットルを「立」で表記し、「竓」（ミリリットル）「竰」（センチリットル）「竕」（デシリットル）「竍」（デカリットル）・「竡」（ヘクトリットル）・「竏」（キロリットル）といった和製漢字も作られた。

## 字体のデザイン差
「亠」同様、印刷書体（明朝体）における「立」字の1画目には地域による差異がある。『康熙字典』はこれを短い縦棒とし、日本・韓国はこれに従う。一方、中国の新字形・台湾の国字標準字体・香港の常用字字形表ではこれを点画としている（「立」と表記）。

## 部首の通称
- 日本：たつ・たつへん
- 中国：立字旁・立字頭
- 韓国：설립부（seol rip bu、たつ立部）
- 英米：Radical stand

## 部首字
立
- 中古音
  - 広韻 - 立入切、緝韻、入声
  - 詩韻 - 緝韻、入声
  - 三十六字母 - 来母
- 現代音
  - 普通話 - ピンイン：lì 注音：ㄌㄧˋ ウェード式：li4
  - 広東語 - Jyutping:lap6 イェール式:lap6
- 日本語 - 音：リュウ（リフ）（漢音・呉音）・リツ（慣用音） 訓：たつ・たてる
- 朝鮮語 - 音：립(입)(rip) 訓：설（seol、立つ） 세울（seul、立てる）

甲骨文
金文
小篆

## 例字
- 立
- 1:䇂
- 5:竝（並→一部）
- 7:竣・竦
- 9:竭・端
- 6:竟・章
- 7:童
- 15:競